# 牛枝子
牛枝子（学名：Lespedeza potaninii）为豆科胡枝子属下的一个种。主要分佈於中國大陸辽宁西部、内蒙古、河北、山西、陕西、宁夏、甘肃、青海、山东、江苏、河南、四川、云南、西藏等省区。

## 扩展阅读
- 維基物種上的相關：牛枝子